# Віленський Костянтин Михайлович
Костянтин Михайлович Віленський (пол. Konstanty Wileński; нар. 25 грудня 1949, Київ) — композитор, класичний та джазовий піаніст-віртуоз. До початку 1990-х рр. творив та мешкав у Києві, потім переїхав до Польщі.

## Життєпис
Народився в сім'ї з багатолітніми музичними традиціями. Дід, композитор Ілля Віленський (1896—1975), заснував в Києві 3 музичних театри, був першим директором Київської філармонії. Серед частих гостей сім'ї Віленських були піаністи Генріх Нейгауз та Володимир Горовиць.
Закінчив Київську консерваторію в 1974 р. та аспірантуру Консерваторії в 1978 р. В 1983—1995 рр. викладав гармонію та композицію в Київській консерваторії.
У 1996—2001 р. — музичний директор драматичного театру ім. Стефана Жеромського в м. Кельцях (Польща).